# Веденеев, Василий Владимирович
Васи́лий Влади́мирович Ведене́ев (1 марта 1947, Москва — 2008) — советский и российский писатель

, автор книг приключенческого, исторического и детективного жанра.

## Биография
Родился в 1947 году в Москве в районе Таганки. В 1954 году пошёл в школу, в 1965-м получил среднее образование. Устроился на работу лаборантом на кафедру общей и аналитической химии биолого-химического факультета Московского государственного педагогического института им Ленина. Вскоре поступил на вечернее отделение химического факультета того же института.
В 1968 году пошёл работать в милицию; служа в органах, окончил химфак МГПИ. Затем учился в Калининской школе усовершенствования сотрудников милиции, в начале 1980-х окончил очную адъюнктуру Академии МВД СССР. Получил степень кандидата юридических наук, издал несколько учебных пособий, касающиеся различных аспектов деятельности оперативных подразделений органов внутренних дел.
Работал в МУРе, служил в Центральном аппарате МВД СССР и МВД России. 
Во время военных действий на Северном Кавказе командовал сводным милицейским подразделением. Дослужился до звания полковника милиции.
Начал писать книги в середине 1970-х годов. Является автором более 60 книг. 

## Фильмография
По мотивам книг Веденеева об Антоне Волкове «Взять свой камень», «Камера смертников» и «Дорога без следов» режиссёр Олег Фомин снял сериал «Смерш» (2019). Над сценарием трудилось 7 авторов; благодаря их усилиям главный герой Антон Волков превратился в Георгия, а при съёмках было допущено немало несоответствий показываемых событий исторической правде.